# Sillvik, Botkyrka kommun

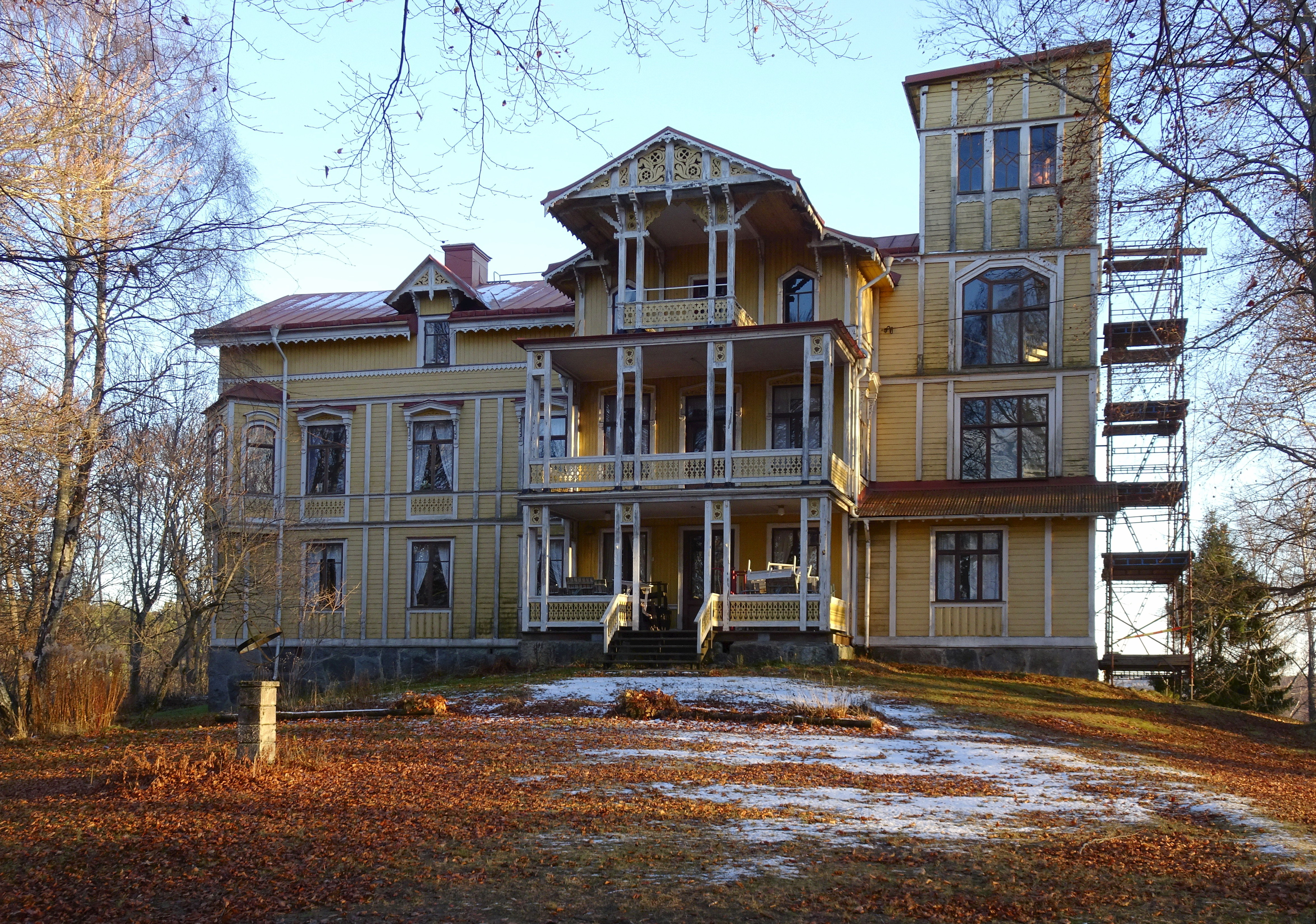
Sillvik, fasad mot väster, december 2016.

Sillvik var ett säteri och senare en sommarvilla i Botkyrka kommun. Villan är belägen strax väster om Sturehovs slott och nyttjade 1927 till 2018 av Kulturella Ungdomsrörelsen. Byggnaden är ett bra exempel för panelarkitektur och schweizerstilen och saknar motsvarighet i Botkyrka.

## Historik

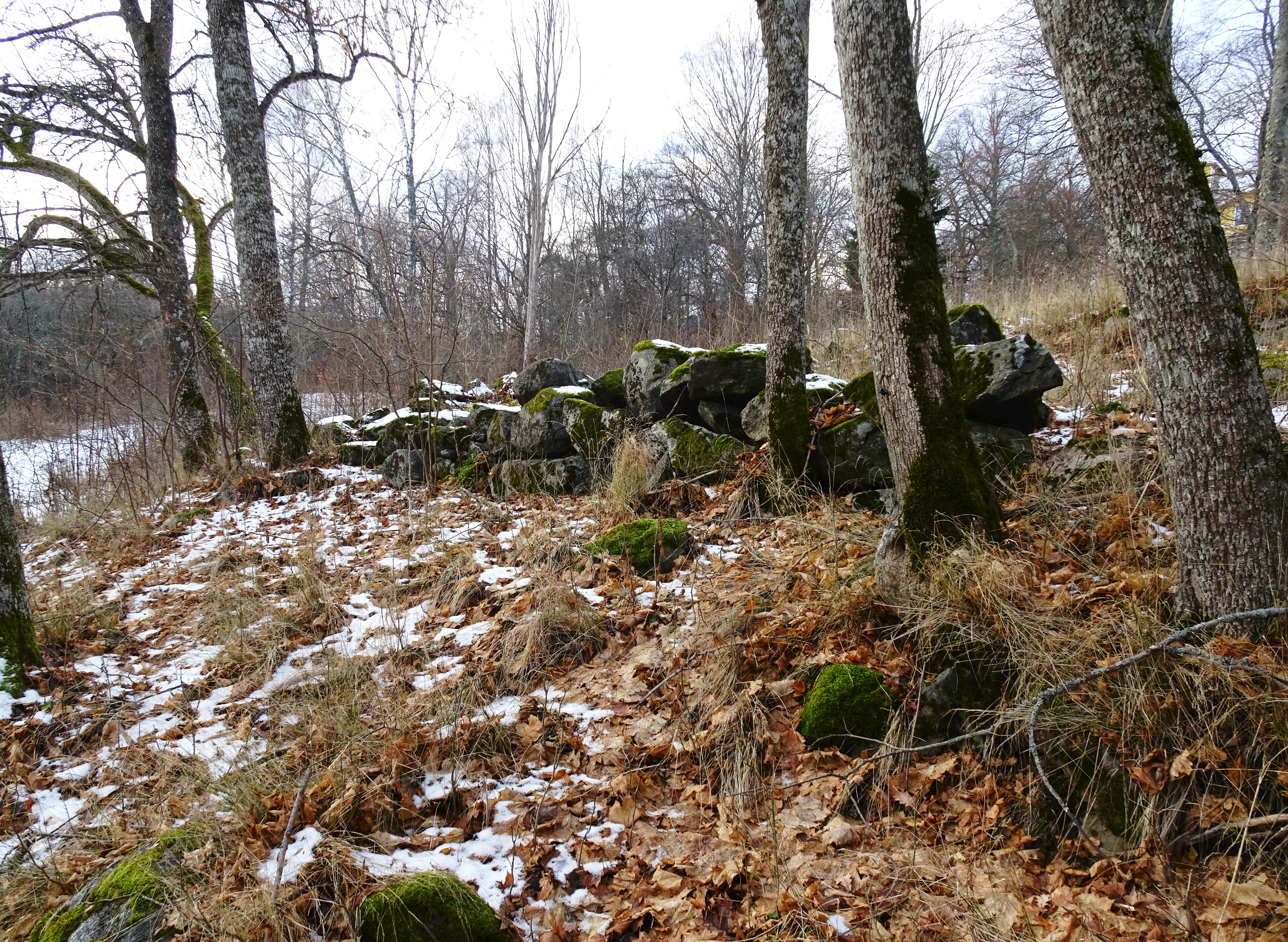
Husgrund möjligtvis efter Sillviks gamla mangårdsbyggnad.

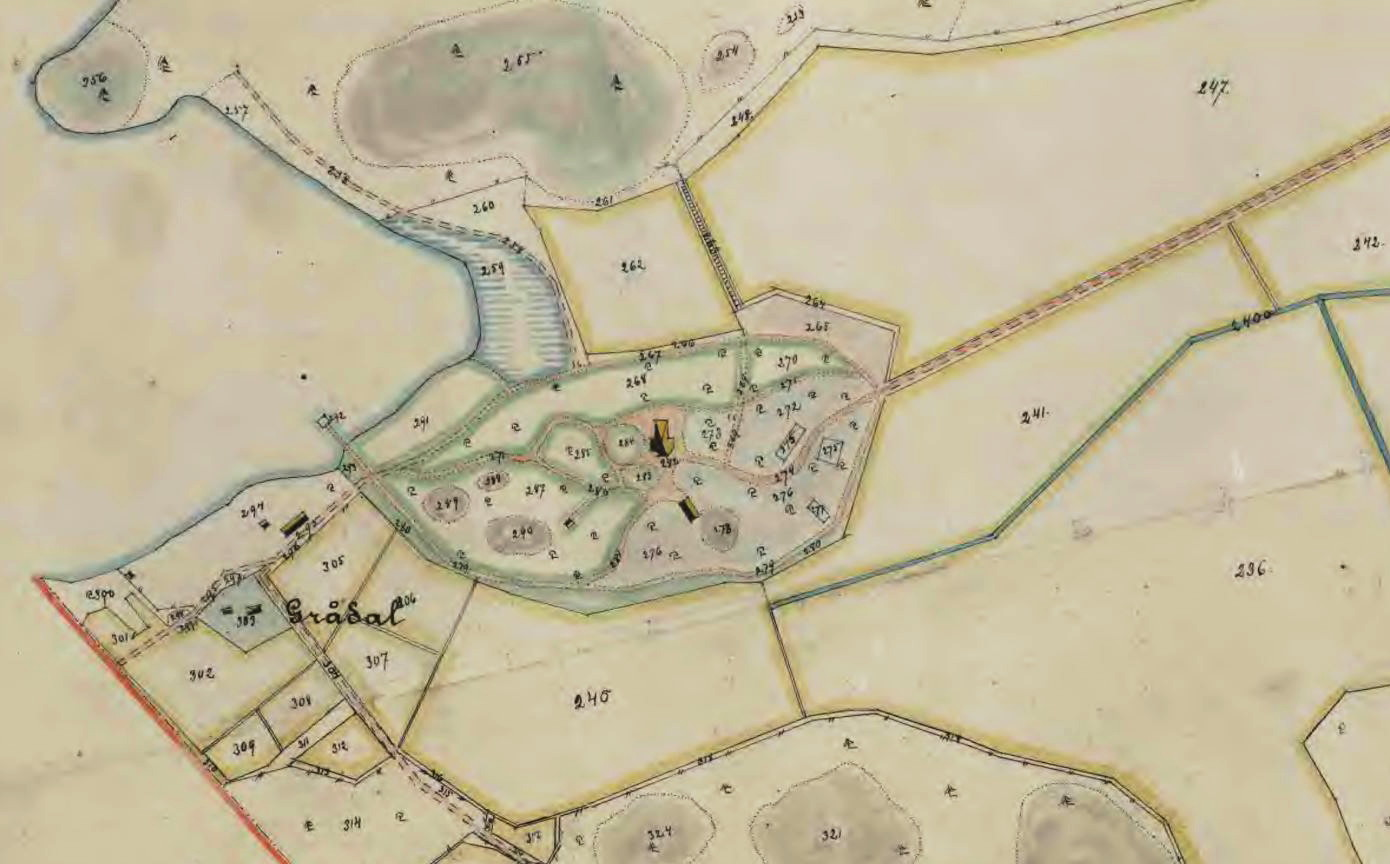
Sillvik 1902.

### Säteriet
Sillvik omnämns 1552 som Sillevÿk och ett torp "liggendes udi Botekyrke". Men då avsågs nuvarande torpet Grådal som ligger strax väster om dagens Sillvik. På 1600-talet var Sillvik ett självständigt säteri beläget vid Sillviken som är en vik av Mälaren. År 1704 såldes egendomen till Sturehovs slott samtidigt ägde en total omorganisation av gårdens markanvändning rum. Resterna av gamla Sillviks säteribyggnad kan anas i en husgrund nedanför backen strax öster om nuvarande huvudbyggnaden. Enligt traditionen flyttades säteriets mangårdsbyggnad till Sturehov och utgör i ombyggd form dess nuvarande norra flygel.

### Sommarvilla
Nuvarande Sillvik uppfördes åren 1884−85 på en liten kulle i slutet av en rak allé cirka 900 meter väster om Sturehovs slott. Kullen omgestaltades till en engelsk park med slingrande stigar och ett stort bestånd av bokträd. Till anläggningen hörde även en förrådsbyggnad, en fruktträdgård och en brygga vid Sillviken. Huset har 16 rum i tre våningar med tre verandor över varann. I sydvästra hörnet märks ett torn som innehåller trapphuset. I byggnaden finns ett stort antal bevarade kakelugnar som dock inte längre fungerar.
Byggnadens präglas av panelarkitektur med omfattande lövsågerier som var vanliga för sommarvillor vid den tiden. Huset är konsthistoriskt intressant och det enda i sitt slag i Botkyrka kommun. En av de boende här var landshövdingen Lennart Reuterskiöld och hans blivande fru Ingegerd Posse. Han var då förvaltare på Sturehov, som ägdes av Adam Reuterskiölds änka, och troligen var han byggherren för Sillvik.

### Kulturella Ungdomsrörelsens sommarhem
Sillvik övertogs av Stockholms stad i samband med stadens köp av Sturehov 1900 och bygget av Norsborgs vattenverk. Huset hyrdes 1927 till 2018 av Kulturella Ungdomsrörelsen för att användas bland annat som sommarhem. Kulturella Ungdomsrörelsens verksamhet på Sillvik gick under namnet Sillviks vänner och var en hembygdsförening som anordnade konsertkvällar Musik på Sillvik om somrarna och arrangerade torpvandringar i omgivningen. Man hade även uthyrningsverksamhet. 2016 påbörjades en fasadrenovering.

### Föreningen Sillviks Vänner
I april 2019 började Föreningen Sillviks Vänner bedriva verksamhet på Sillvik. Föreningen har en tydlig inriktning på barn, kultur och tradition, och används bland annat för lägerskola och vernissage.    

## Bilder

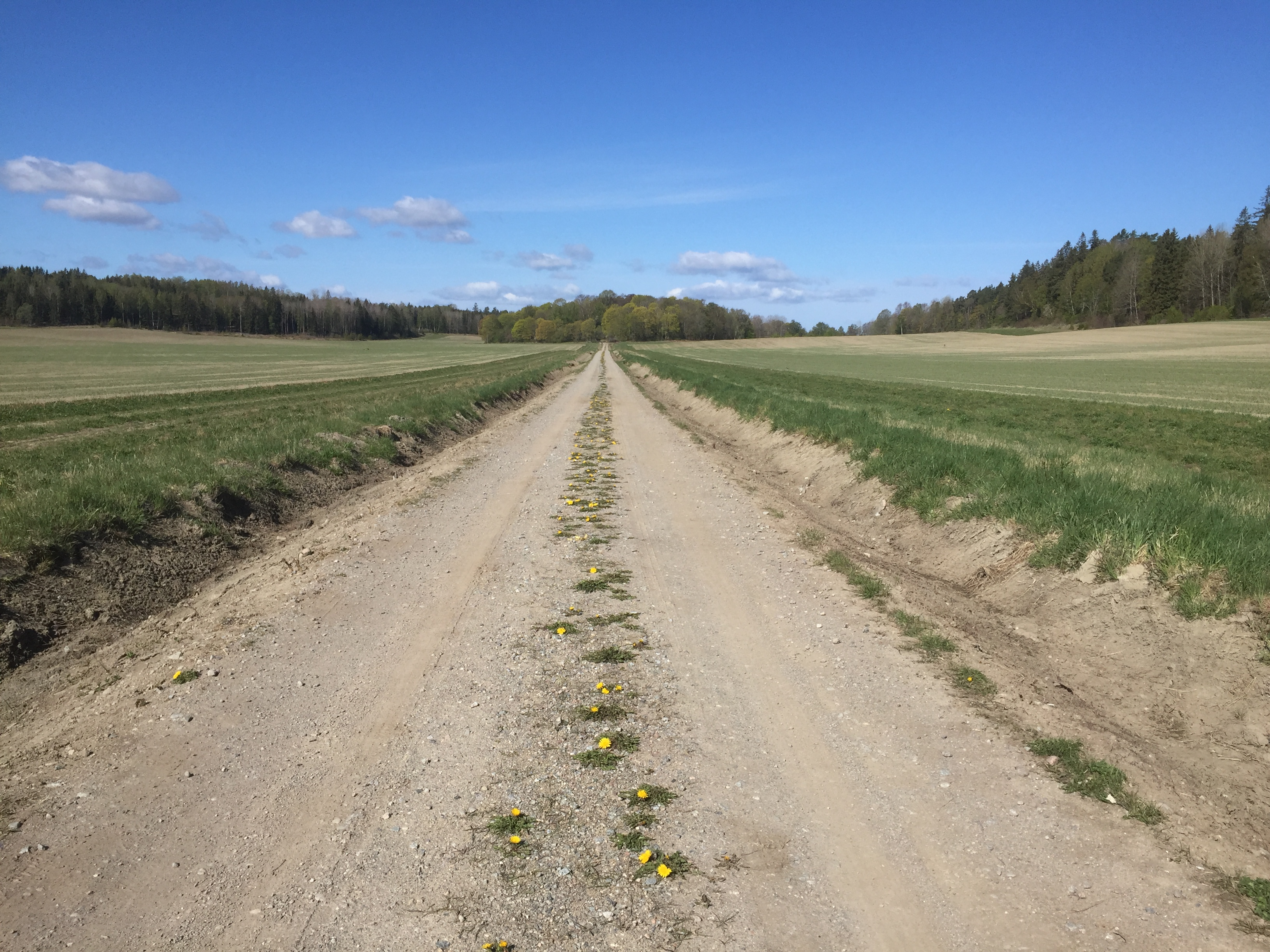
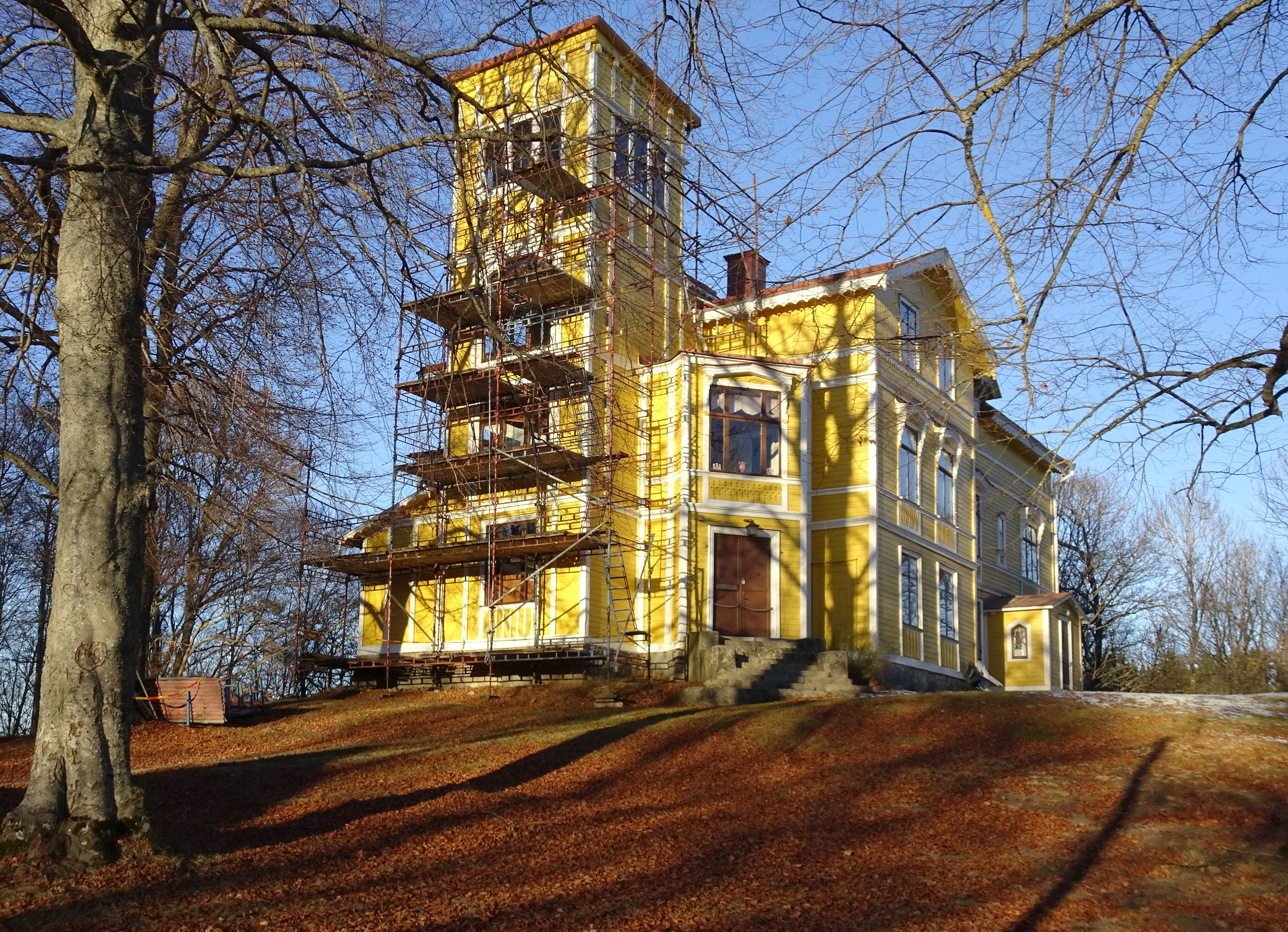
Fasad mot sydost
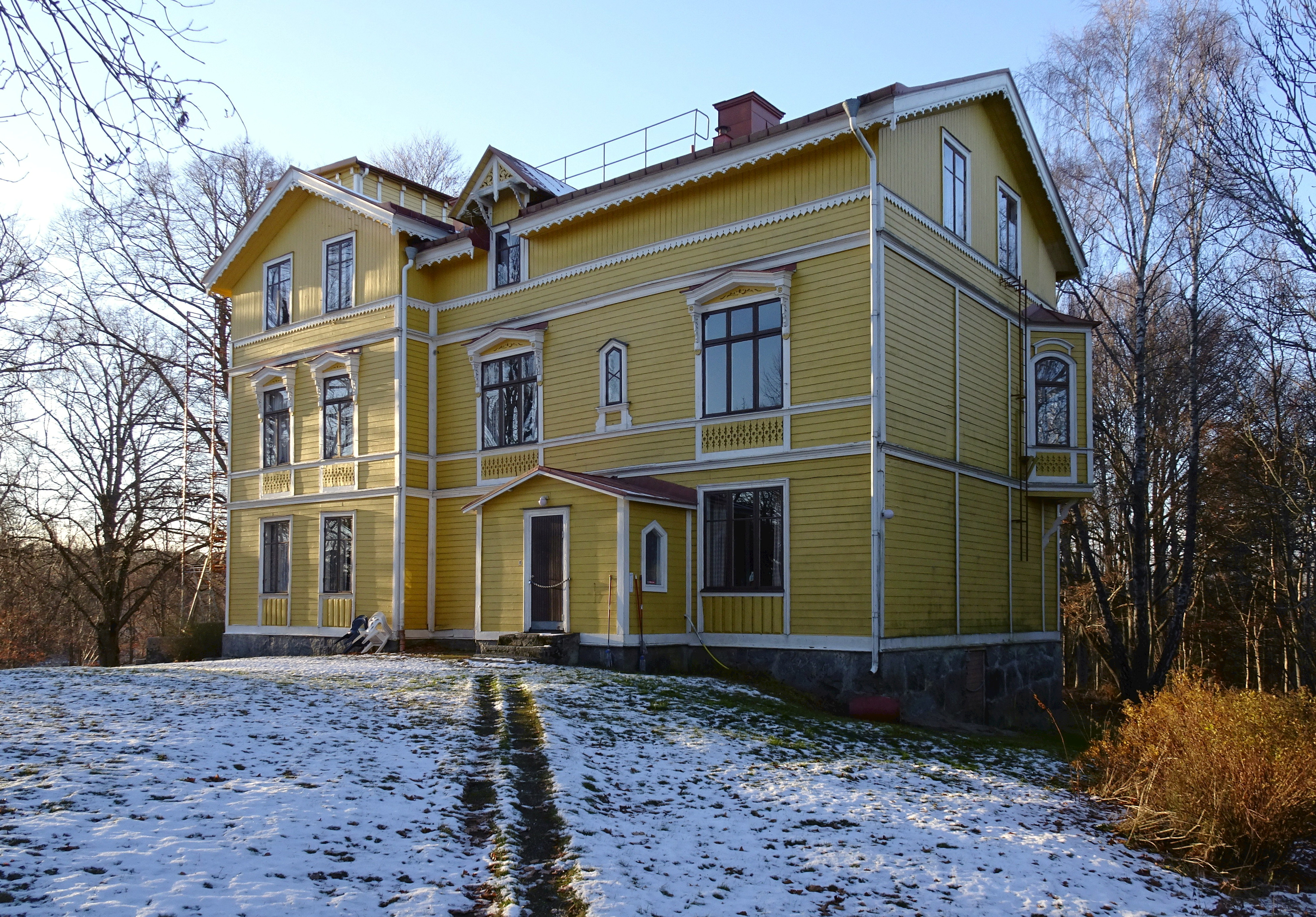
Fasad mot nordost
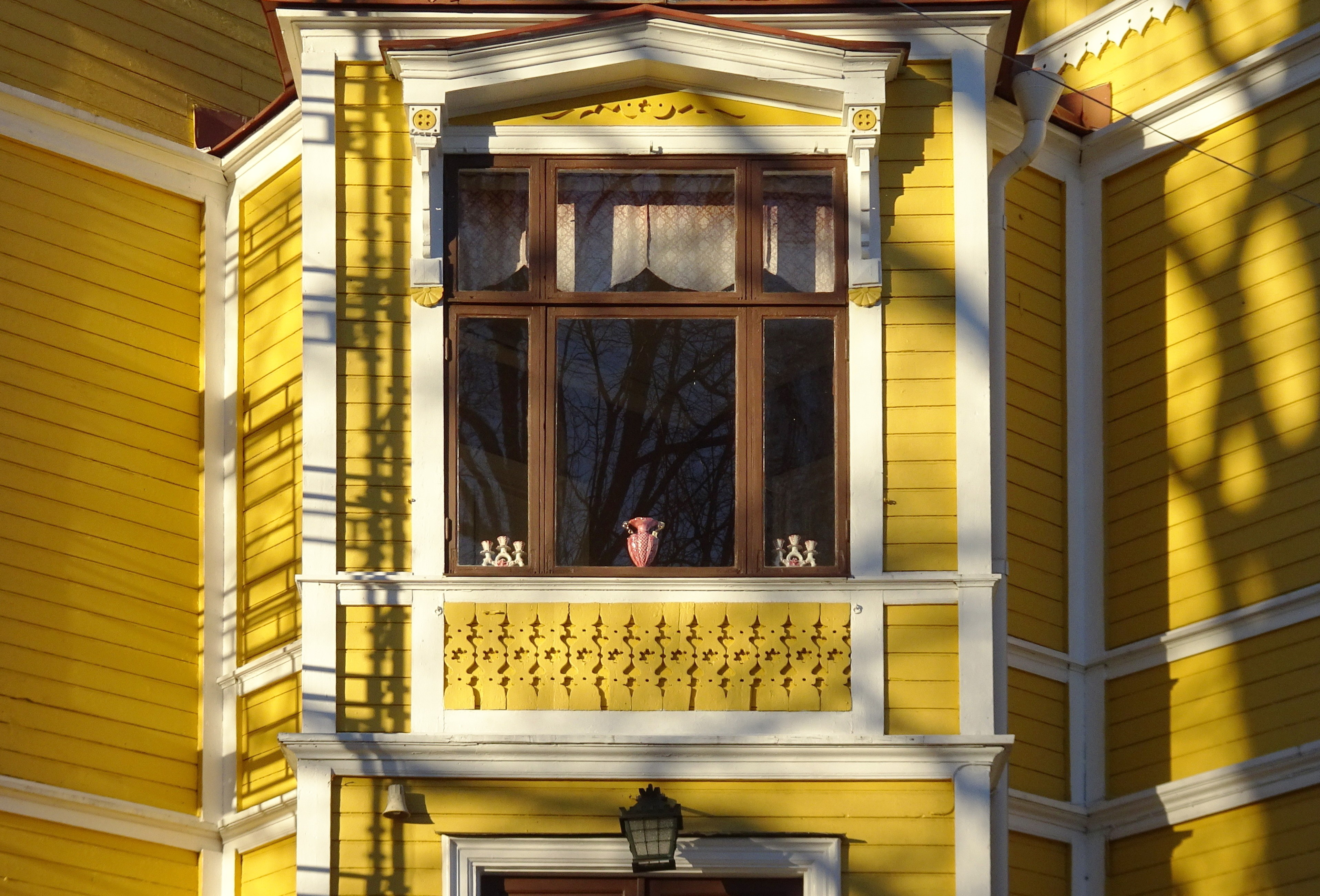
Fasaddetalj
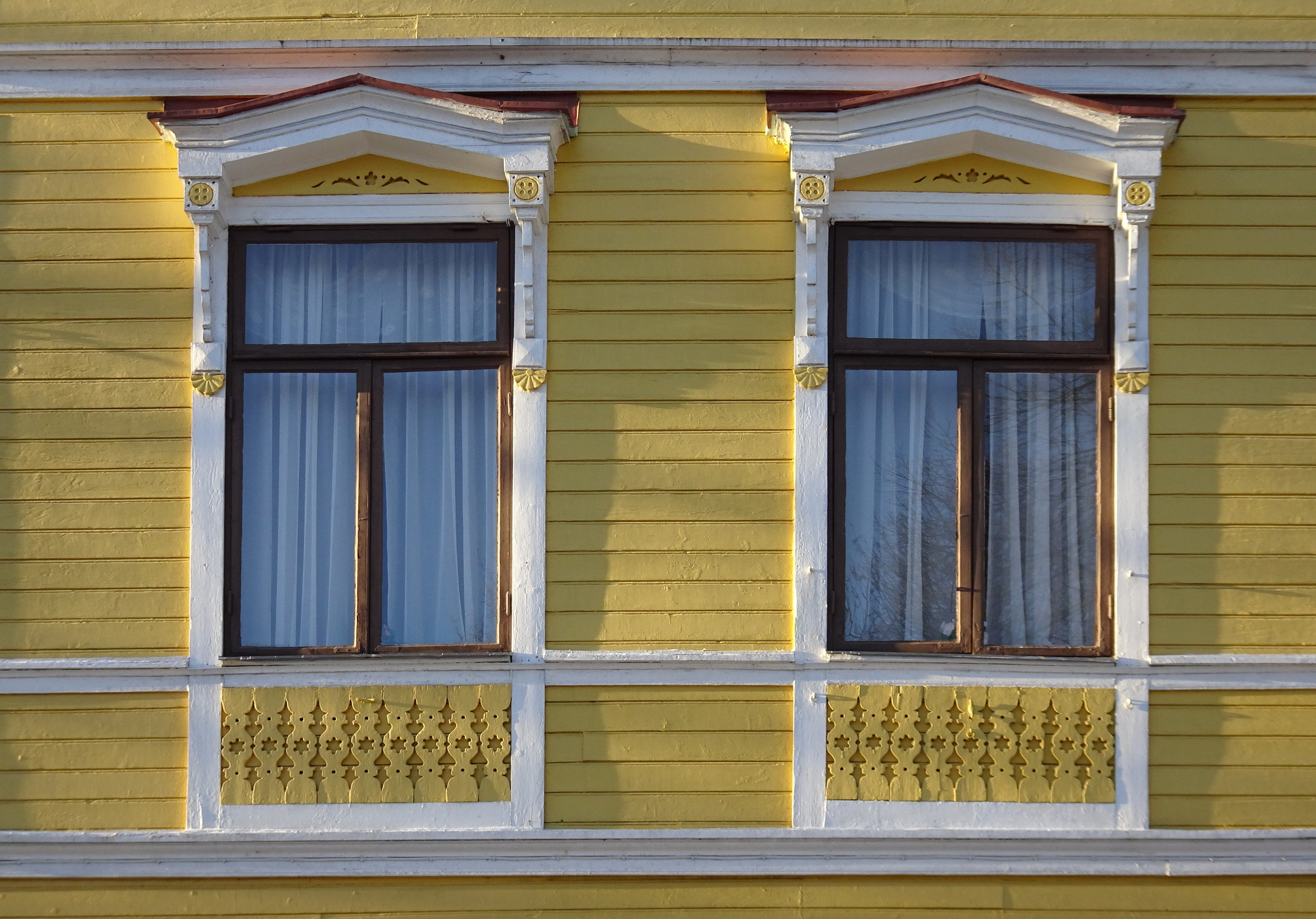
Fasaddetalj
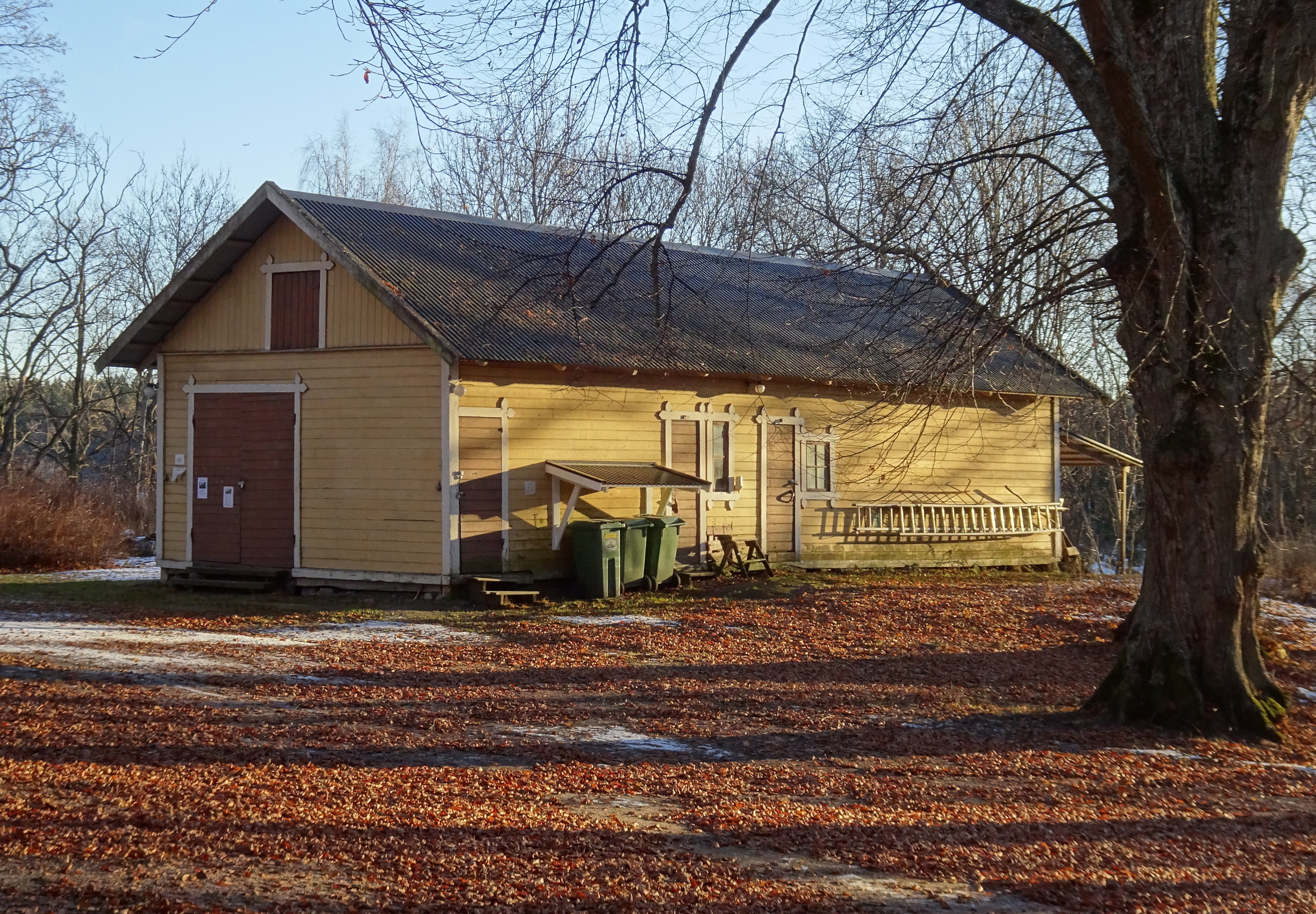
Förrådsbyggnad